# Vicente Segrelles
Vicente Segrelles Sacristán, né le 9 septembre 1940 à Barcelone, est un illustrateur et auteur de bande dessinée espagnol.

## Biographie
D'abord dessinateur industriel, il lance en 1964 une agence de publicité, tout en réalisant des illustrations, tâche à laquelle il peut se consacrer à partir de 1970. En 1981, sa première série de bande dessinée est publiée dans Cimoc : Le Mercenaire, récit d’heroic fantasy au dessin hyperréaliste en couleur directe. L'édition française en est publiée en treize volumes par Glénat de 1982 à 2004.
Les dessins et histoires de Segrelles, qui ont su séduire un large public, sont publiées dans de nombreux pays.

### Documentation
- Patrick Gaumer, « Segrelles, Vicente », dans Dictionnaire mondial de la BD, Paris, Larousse, 2010 (ISBN 9782035843319), p. 764.
- Vicente Segrelles, L'Art de Segrelles, Glénat, 1999.